# 1ª Divisão 1948 (hockey su pista)
La 1ª Divisão 1948 è stata la 10ª edizione del torneo di primo livello del campionato portoghese di hockey su pista. Il titolo è stato conquistato dal Paço de Arcos per la sesta volta nella sua storia.

## Stagione

### Formula
La 1ª Divisão 1948 vide ai nastri di partenza quindici club divisi in due gironi; ogni girone fu organizzato con un girone all'italiana, con gare di andata e ritorno. Erano assegnati tre punti per l'incontro vinto e due punti a testa per l'incontro pareggiato, mentre ne era attribuito uno solo per la sconfitta. Al termine della prima fase le prime tre squadre di ogni gruppo si qualificarono alla fase finale; la vincitrice venne proclamata campione del Portogallo.

## Prima fase

### Regional do Norte
|  | Pos. | Squadra           | Pt | G  | V | N | P | GF | GS | DR |
|  | ---- | ----------------- | -- | -- | - | - | - | -- | -- | -- |
|  | 1.   | Infante de Sagres | ?  | 12 |   |   |   |    |    |    |
|  | 2.   | Académica         | ?  | 12 |   |   |   |    |    |    |
|  | 3.   | Estrela           | ?  | 12 |   |   |   |    |    |    |
|  | 4.   | Espinho           | ?  | 12 |   |   |   |    |    |    |
|  | 5.   | Carvalhos         | ?  | 12 |   |   |   |    |    |    |
|  | 6.   | Paco de Rei       | ?  | 12 |   |   |   |    |    |    |
|  | 7.   | Escola Livre      | ?  | 12 |   |   |   |    |    |    |

Legenda:
  Qualificata alla fase finale.
Note:

### Regional do Sul
|  | Pos. | Squadra         | Pt | G  | V  | N | P  | GF  | GS | DR  |
|  | ---- | --------------- | -- | -- | -- | - | -- | --- | -- | --- |
|  | 1.   | Paço de Arcos   | 41 | 14 | 13 | 1 | 0  | 104 | 20 | +84 |
|  | 2.   | Sporting Oeiras | 33 | 14 | 8  | 3 | 3  | 49  | 38 | +11 |
|  | 3.   | Sintra          | 33 | 14 | 8  | 3 | 3  | 61  | 35 | +26 |
|  | 4.   | CF Benfica      | 30 | 14 | 8  | 0 | 6  | 51  | 35 | +16 |
|  | 5.   | Cascais         | 26 | 14 | 5  | 2 | 7  | 36  | 46 | -10 |
|  | 6.   | Benfica         | 24 | 14 | 4  | 2 | 8  | 37  | 56 | -19 |
|  | 7.   | Amadora         | 21 | 14 | 3  | 1 | 10 | 37  | 80 | -43 |
|  | 8.   | Lisgas          | 16 | 14 | 0  | 2 | 12 | 19  | 82 | -63 |

Legenda:
  Qualificata alla fase finale.
Note:

## Fase finale
|  | Pos. | Squadra           | Pt | G  | V  | N | P  | GF | GS | DR  |
|  | ---- | ----------------- | -- | -- | -- | - | -- | -- | -- | --- |
|  | 1.   | Paço de Arcos     | 30 | 10 | 10 | 0 | 0  | 64 | 10 | +54 |
|  | 2.   | Sintra            | 26 | 10 | 8  | 0 | 2  | 53 | 25 | +28 |
|  | 3.   | Infante de Sagres | 19 | 10 | 4  | 1 | 5  | 31 | 34 | -3  |
|  | 4.   | Sporting Oeiras   | 19 | 10 | 4  | 1 | 5  | 24 | 40 | -16 |
|  | 5.   | Académica         | 16 | 10 | 2  | 2 | 6  | 27 | 37 | -10 |
|  | 6.   | Estrela           | 10 | 10 | 0  | 0 | 10 | 9  | 62 | -53 |

Legenda:
      Campione del Portogallo.
Note: